# Bolax (Apiaceae)
Bolax là chi thực vật có hoa trong họ Apiaceae.

## Hình ảnh

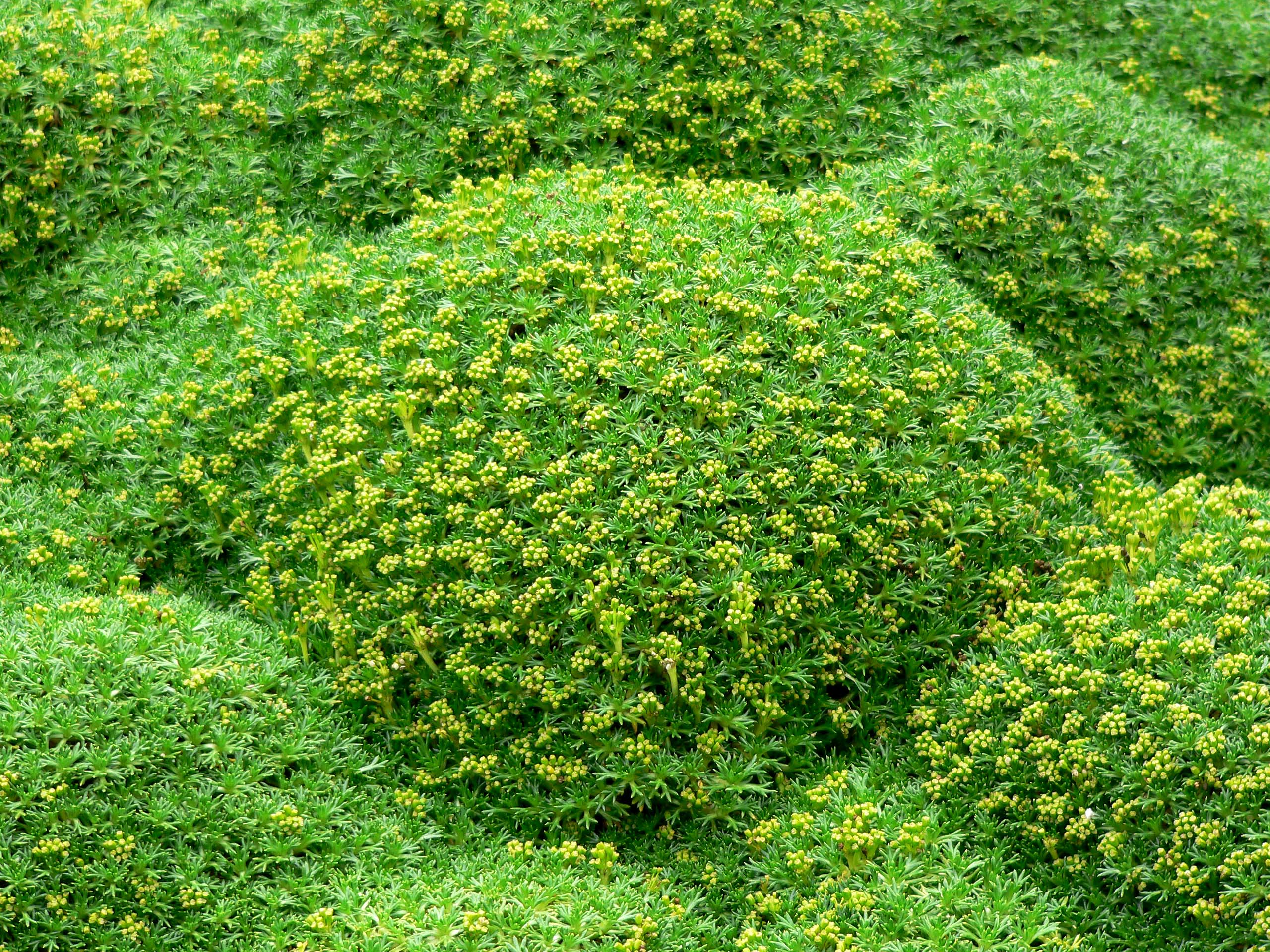